# Kennie Chopart
Kennie Knak Chopart (født 1. juni 1990) er en dansk fodboldspiller, der spiller for Ungmennafélagið Fjölnir i Úrvalsdeild som angriber.

## Eksterne Henvisninger
- Kennie Choparts spillerprofil på Transfermarkt (engelsk)
- Kennie Choparts profil hos FootballDatabase.eu (engelsk)
- Kennie Choparts spillerprofil på Soccerway (engelsk)